# Irmingland
Irmingland var en civil parish fram till 1935 när den uppgick i civil parish Oulton, i grevskapet Norfolk i England. Civil parish var belägen 7 km från Aylesham och hade 17 invånare år 1931. Byn nämndes i Domedagsboken (Domesday Book) år 1086, och kallades då Erminclanda/Urminclanda.